# 45299 Stivell
45299 Stivell è un asteroide della fascia principale. Scoperto nel 2000, presenta un'orbita caratterizzata da un semiasse maggiore pari a 2,5670754 au e da un'eccentricità di 0,1875495, inclinata di 4,83251° rispetto all'eclittica.
L'asteroide è dedicato al cantautore francese Alan Stivell.